# Християнсько-демократична народна партія (Угорщина)
Християнсько-демократична народна партія (угор. Kereszténydemokrata Néppárt — KDNP) — політична партія християнсько-демократичного спрямування в Угорщині.
Спочатку партія з даною назвою була заснована в 1943 році. ХДНП (з 1945 року — під назвою Демократичної народної партії) перебувала в опозиції до правлячого керівництву Угорщини та проведеним їм перетворенням. У 1949 році лідер партії Іштван Баранковіч втік до Австрії, багато членів партії були репресовані, а сама партія — розпущена.
У 1989 році партія була відроджена як правонаступниця ХДНП-ДНП. Головою партії є Жолт Шемьєн, який з 2010 року займає посаду віце-прем'єр-міністра країни.